# Finnsjötjärnen (Forsa socken, Hälsingland)
Finnsjötjärnen är en sjö i Hudiksvalls kommun i Hälsingland och ingår i Delångersåns huvudavrinningsområde.